# Frille
Frille är ursprungligen en dansk frälsesläkt, härstammande från Frellav Håkansson, nämnd 1334 när sven Frellav Håkansson i Sønderborg blev adlad av hertig Valdemar av Schleswig. Släktnamnet Frille kommer från stamfaderns namn och användes redan av Frellavs sonson Eggert Chrstiernsen.
Vapen: Den medeltida Frilleättens vapenbild var en tvådelad planta med två blad och långa, tunna, bladskaft och en trekluven rot, ibland tolkad som två korslagda sjöblad.
Frellav Håkansson hade tre söner, bland andra slotsfogden i Ribe Christiern Frellavsen. Han fick 1369 Roager söder om Ribe och Odder i pant av greve Henrik II av Holstein, och bodde i Ribe 1372, där han 1377 förvaltade ett til staden överlämnad kungligt län. Fram till 1382 nämnts han som Henneke Limbeks fogde i Riberhus, köpte 1385 Abildgaard i Vester Vedsted i Hvidding härad, sydväst om Ribe, var 1408 stallare (stabularius) i Vester härad på ön Föhr och samma år fick han ett intyg från borgmästaren och rådet i Ribe att han var född av "goda riddare och knægte" – kanske ett dokument som behövdes för att skilja honom vanliga köpmen. Han dog 20 januari 1418, och blev begravd i Ribes domkyrka.
Christiern Frellavsen var gift två gånger och hade i sitt första äktenskap sex barn, och bland dem Håkan Christiernsen Frille, som i början av 1400-talet gick in i den svenska kronans tjänst – vid den tiden under unionsdrottningen Margareta – och var 1410 häradshövding i Söderfinne lagsaga. Från Håkan Christiernsen Frille härstammar en talrik och ansedd familj som i Finland blev förfader via kvinnolinjen till den finska frälsesläkten Frille (se t.ex. Jully Ramsays ättartavlor). Släktens mest framstående medlemmar uppnådde ställning som lagmän och riksråd. Själv blev han begravd i Åbo domkyrka, och var gift med Elin Claesdatter Kurck: de hade åtta barn, bland hvilka lagmannen Kristiern Håkonson Frille vars son, väpnaren Magnus Frille, till Gräfseboda, var häradsdomhavande i Österrek, och fogde på Åbo slott 1501. En dotter, Karen Håkonsdatter (död efter 1465), blev den danske rikshovmästare Erik Krummediges andra fru. En son, Frellav Håkonsen, var bland den finska adeln till hyllningen av unionskungen Kristian I 1457, och hans son, Eggert Frellavsen, blev hövitsman på Høneborg 1486–1501. En annan son, Matts Håkonsen, till Viborgsgård i Bjärnå socken, nämnts som "landssyneman" i Bjärnå 1477, och en annan dotter, Ingeborg Håkonsdotter, var gift med Anders Henriksson Lindelöf, som också bar Frille vapnet. En annan son var riddaren Johan Håkonsen, till Ugerslevgaard, Skam härad på Fyn. Håkans ena syster Hilleborg Christiernsdatter var gift med den mäktiga länsherre på Hindsgavl, Berneke Skinkel (Søblade) till Iversnæs, och en annan syster, Kirstine Christiernsdatter, gifte sig med Henning van Hagen, till Bramslykke. En bror, Claus Christiernsen, blev ärkediakon i Ribe.
Ribe slotsfogden Christiern Frellavsen gifte sig om andra gången med Ermegard Eggertsdatter Altena (død senest 1415) och fick bland andra barn Eggert Christiernsen Frille, till Sandholt (död 1470), som blev danskt rigsråd och skattmästare (cameriarius), och var gift med Anne Iversdatter Jul af Sønderjylland. Eggert och Annes enda dotter, Ermegard Eggertsdatter Frille gifte sig 1455 med Filip Axelsen (Tott), en av Axelssönera. Eggert gick tidigt in i politik som trogen tjänare, deltog i förhandlingarna i Stockholm 1434–1435 och stod högt hos unionskungen Erik av Pommern, men ett besök hos hertig Adolf VIII av Holstein väckte kungens misstro och han anklagades för att ha talat "det värsta av kungen och kungariket" och kastades i fängelse, men släpptes snart på initiativ av riksrådet. Han hävdade själv att han bara hade talat med hertig Adolf för att be om att få tillbaka sin egendom i Schleswig. Han var med att säga upp sin tro och lydnad mot kungen efterföljande. Eggert Frille var en skicklig finansman, och under den nya unionskungen Kristofer av Bayern växte hans inflytande snabbt. Omedelbart efter tronbytet fick han flera län, bland andra Hindsgavl, Urbirk med de gränsande härader Vends och Skam på Fyn, år 1441 blev han riddare vid Kristofers kröning som svenskt kung i Uppsala, och år 1442 nämns uttryckligen som riksråd och får Skinkelborg län i Schleswig; 1445 var han nämnd køgemester. Han användes flera gånger i förhandlingar med hansestäderna, en uppgift för vilken hans förmåga och skicklighet gjorde honom mycket väl lämpad. Han kom dock inte fram förrän kung Kristofers död, eftersom han utnämndes till skattmästare under Kristian I:s efterföljande regeringen. Till detta embete, förenade han senast från 1451 kommandot för Köpenhamns slott (redan 1443 delade han med Axel Pedersen (Tott) styrelsen för slottet), och var extremt aktiv. 1449 var han tillsammans med Åke Axelssen (Tott) representant i Norge under förhandlingarna om det kungliga valet, och året efter deltog han i de viktiga mötena i Halmstad och Bergen, och var 1452–1453 åter i Norge. År 1454 förlorade han skattmästare titeln och koncentrerade sig på sina privata penningsverksamhet och sina fynska fastighetsinköp. Han hade likvida kapital, språkkunskaper och med hans goda förhållanden i Holstein, hansastäderna och Amsterdam fungerade han nästan som bankir för de ledande adelsmän och även till kungen. Han behöll sin plats i riksrådet och deltog regelbundet i dess stora möten, såväl användes ibland i diplomatiska i förhandlingar, som i Lübeck 1462 och vid avslutandet av traktaten med England 1465.
Eggert Frille blev sen sakta dragen in i Axelssönernas familjepolitik, särskilt efter svärsonens död 1464 tog han över vårdnaden om sina dotterdöttrar, Ingeborg Filipsdotter (Tott), till Lagnö, och Anne Philipsdatter (Tott), och därmed ledningen för det viktiga slottslän Tranekær. När han i september 1466 deltog som dansk sändebud vid det viktiga mötet i Nyköping ådrog han sig för andra gången åtalet att ha talat "om kungens värsta". Som resultat, krävde kungen att Tranekær slott och län skulle överlämnas utan återbetalning av pantsumman. När Frille vägrade att göra det, berövades slottet honom med våld i maj 1467. Vid ungefär samma tid sade Iver Akselsen (Tott) up kungen sin tro och lydnad. Frille följde inte detta exempel och behöll för tillfället sina privata län i Danmark och sin plats i riksrådet, men förtroendet i honom var dock bruten. I maj 1468 vägrade att sätta sin sigill på vittnesmålet som Kristian I:s regering använde mot Axelssönerna. Han kallades nu till domstol inför kungliga rådet i Köpenhamn, och Frille var tvungen att fly ut ur landet till Lübeck. Där stannade han i exil fram till 1469, och stadens borgmästare och råd med iver tog an hans sak för att återvända till Danmark och lösa sina affärer med kungen. Först när inte bara riksrådet, utan även drottningen Dorotea av Brandenburg gick i förbön för honom, blev han av kungen benådad. Vid den följande förlikning fick han sina privata egendom tillbaka, men inte länen. Han dog i februari 1472 och blev begravd i Sankt Hans kyrka i Odense. Eggert Frilles privata arkiv är, bredvid Johan Oxes arkiv, Danmarks största och mest mångsidiga adelsarkiv från 1400-talet.
Eggerts dotter Ermegard Eggertsdatter Frille (död 1504) gifte sig första gången 1455 med Filip Axelsen (Tott) (död nov. 1464 ~ 44 år), och hade två döttrar, den ovan nämnda Ingeborg Filipsdotter (Tott), till Lagnö, som gifte sig med riksföreståndaren Erik Arvidsson (Trolle), och Anne Philipsdatter (Tott) (död dec. 1464 ~ 8 år), och andra gången med riddaren, riksråd, Bent Torbensen Bille (död före juni 1494), till Egede och Søholm, och hade sju barn med honom. Ermegard hade ärvt av sin far Eggert 95 gårdar på Fyn, och dessa lades till hennes andra mans omfattande fastigheter.
Eggert's bror Johan Christiernsen Frille (död føre 1474) var 1449 og 1453 länsherre på Aalholm slott, 1451 riddare og riksråd, kom i svenskt fångenskap 1456, och nämns 1458–1562 som länsherre på Nykøbing Falster.
Det danska ordet frille, har även samma betydelse som det gamla svenska ordet frilla, det vill säga älskarinna.